# Cynthia Kosgei

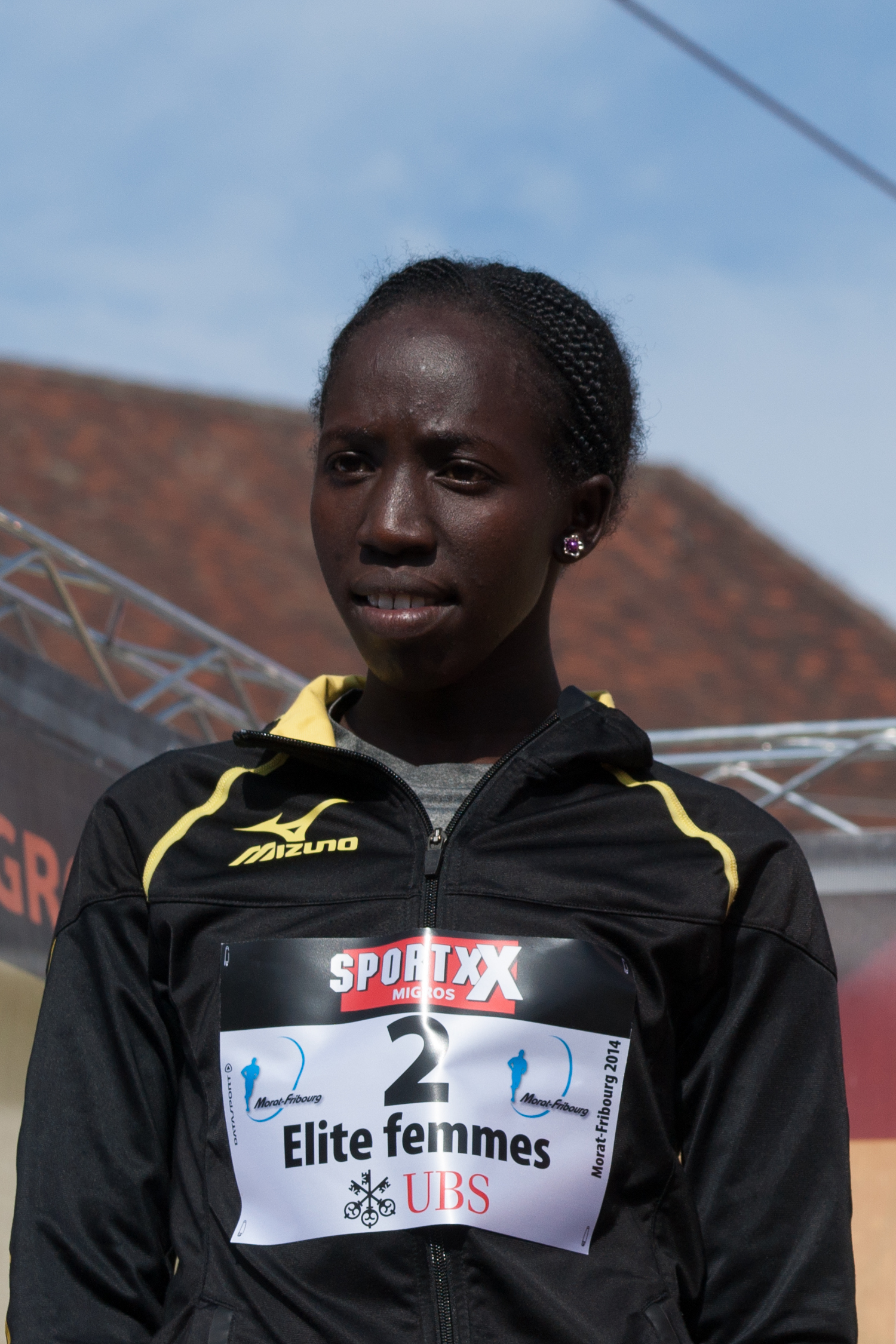
Cynthia Kosgei

Cynthia Kosgei (* 1993) ist eine kenianische Langstreckenläuferin, die sich auf Straßenläufe spezialisiert hat.
2012 siegte sie beim Schweizer Frauenlauf, beim Alsterlauf, beim 10-km-Bewerb des Küstenmarathons und beim Zürcher Silvesterlauf. Im Jahr darauf folgte Siege beim Luzerner Stadtlauf, beim Grand Prix von Bern, beim Darmstädter Stadtlauf, beim Alsterlauf, beim Greifenseelauf, bei der Corrida Bulloise, beim Montferland Run, bei der Course de l’Escalade, beim Zürcher Silvesterlauf und beim Silvesterlauf Saarbrücken. Beim 10-km-Bewerb des Küstenmarathons wurde sie Zweite.
2014 verteidigte sie ihre Titel in Luzern, Bern, und Darmstadt sowie beim Greifenseelauf, bei der Corrida Bulloise, bei der Course de l’Escalade und den Silvesterläufen in Zürich und Saarbrücken.
2015 siegte sie beim Berliner Halbmarathon.
2017 wurde sie Sechste beim Berliner Halbmarathon, Vierte beim Hamburg-Halbmarathon und gewann zum vierten Mal den Zürcher Silvesterlauf.

## Persönliche Bestzeiten
- 10-km-Straßenlauf: 32:08 min, 24. März 2019, Brunssum
- 15-km-Straßenlauf: 49:46 min,	1. Dezember 2013, ’s-Heerenberg
- Halbmarathon: 1:10:33 min, 7. April 2019, Berlin